# 共生虫
『共生虫』（きょうせいちゅう）は、村上龍の長編小説。講談社「群像」にて1998年1月から1999年11月まで連載され、2000年に単行本化された。のち文庫化。第36回谷崎潤一郎賞受賞。

## あらすじ
幼少期に「細長い虫」に寄生されてしまった引きこもりの男、ウエハラ。彼はとあるきっかけでインターネット掲示板をはじめ、そこで幼少期のウエハラに寄生した「細長い虫」の正体は「共生虫」である、と掲示板のユーザーに教えられる。その掲示板のユーザーは「インターバイオ」という共生虫の研究グループを結成しており、ウエハラは彼らとネット上で接触することになる。「共生虫」を体内に飼っている者は「選ばれた人間」であり、「選ばれた人間」には、殺人、殺伐と自殺の権利が神から与えらえれている、とインターバイオに教えられたウエハラは引きこもりを脱却し、一人の女の殺害を企てる。

## 登場人物
ウエハラ
引きこもり。本名は別にあるが、引きこもりはじめてからはその名前を捨てた。幼少期に共生中に感染する。東京都と埼玉県の境目にある中都市のアパートに住んでいる。
サカガミヨシコ
ニュースキャスター。左翼的な発言で知られる。彼女の微生物に関するコメントに興味を持ち、ウエハラはインターネットを始めた。
祖父
ウエハラが幼少期のときに死亡。死後、鼻孔から共生中が姿を現し、ウエハラはそれに寄生されてしまう。
女
片足が不自由。ウエハラは彼女を殺害しようとする。
父
ウエハラの父親。建設会社で会計の事務職をしている。
母
俳句好き。主婦。
兄
ウエハラの兄。金髪。市役所のチームで野球をしている。
妹
ウエハラの妹。短大に通っている。いつも笑っている。
老人
公園で地獄をテーマにした絵を描いている。
ハナダ
インターバイオのメンバーのひとり。髪を後ろでまとめている。メンバー内では一番の年上。
茂原
インターバイオのメンバーのひとり。メンバーで最初にウエハラに興味を持った。
崎村
インターバイオのメンバーのひとり。メンバー内で一番の若手。
板垣卓
元インターバイオのメンバー。ウエハラに警告のメールを送る。

## 解説
本作は引きこもりの男を通して社会の暗部に焦点を当てており、あとがきにて著者は「社会的な希望がどうしても必要な時代は終わっているのかも知れない」「引きこもりの人々は、偽の社会的希望を拒否しているのかも知れない」と記している。本作は高く評価され、第36回谷崎潤一郎賞を受賞している。